# Истапалапа
Истапалапа (шп. Iztapalapa) је градска општина града Мексика у Мексику. Општина се налази на надморској висини од 2251 м.

## Становништво
Према подацима из 2010. у општини је живело 1815786 становника.

### Хронологија
| Година       | 2000                      | 2005                      | 2010                      |
| ------------ | ------------------------- | ------------------------- | ------------------------- |
| Становништво | 1773343 (864239 / 909104) | 1820888 (885049 / 935839) | 1815786 (880998 / 934788) |

### Попис
| \| \| м \| \| \| ж \| \| 0—2 \| 43.053 \| \| \| 41.332 \| \| 3—5 \| 46.898 \| \| \| 45.271 \| \| 6—11 \| 93.504 \| \| \| 90.762 \| \| 12—14 \| 45.862 \| \| \| 44.847 \| \| 15—17 \| 48.289 \| \| \| 47.644 \| \| 18—24 \| 114.736 \| \| \| 114.794 \| \| 60+ \| 72.814 \| \| \| 92.917 \| \| Просек : \| 30,2 \| \| \| 31,6 \| |         |  |  |         |
| |         |  |  |         |
| | м       |  |  | ж       |
| 0—2 | 43.053  |  |  | 41.332  |
| 3—5 | 46.898  |  |  | 45.271  |
| 6—11 | 93.504  |  |  | 90.762  |
| 12—14 | 45.862  |  |  | 44.847  |
| 15—17 | 48.289  |  |  | 47.644  |
| 18—24 | 114.736 |  |  | 114.794 |
| 60+ | 72.814  |  |  | 92.917  |
| Просек : | 30,2    |  |  | 31,6    |

| #   | Индикатор                                                                                        | Вредност |
| --- | ------------------------------------------------------------------------------------------------ | -------- |
| 1   | Становништво од 0 до 2 године                                                                    | 84385    |
| 2   | Мушко становништво од 0 до 2 године                                                              | 43053    |
| 3   | Женско становништво од 0 до 2 године                                                             | 41332    |
| 4   | Становништво са 3 и више година                                                                  | 1710028  |
| 5   | Мушко становништво са 3 и више година                                                            | 827246   |
| 6   | Женско становништво са 3 и више година                                                           | 882782   |
| 7   | Становништво са 5 и више година                                                                  | 1648585  |
| 8   | Мушко становништво са 5 и више година                                                            | 796007   |
| 9   | Женско становништво са 5 и више година                                                           | 852578   |
| 10  | Становништво са 12 и више година                                                                 | 1433593  |
| 11  | Мушко становништво са 12 и више година                                                           | 686844   |
| 12  | Женско становништво са 12 и више година                                                          | 746749   |
| 13  | Становништво са 15 и више година                                                                 | 1342884  |
| 14  | Мушко становништво са 15 и више година                                                           | 640982   |
| 15  | Женско становништво са 15 и више година                                                          | 701902   |
| 16  | Становништво са 18 и више година                                                                 | 1246951  |
| 17  | Мушко становништво са 18 и више година                                                           | 592693   |
| 18  | Женско становништво са 18 и више година                                                          | 654258   |
| 19  | Становништво од 3 до 5 година                                                                    | 92169    |
| 20  | Мушко становништво од 3 до 5 година                                                              | 46898    |
| 21  | Женско становништво од 3 до 5 година                                                             | 45271    |
| 22  | Становништво од 6 до 11 година                                                                   | 184266   |
| 23  | Мушко становништво од 6 до 11 година                                                             | 93504    |
| 24  | Женско становништво од 6 до 11 година                                                            | 90762    |
| 25  | Становништво од 8 до 14 година                                                                   | 213824   |
| 26  | Мушко становништво од 8 до 14 година                                                             | 108384   |
| 27  | Женско становништво од 8 до 14 година                                                            | 105440   |
| 28  | Становништво од 12 до 14 година                                                                  | 90709    |
| 29  | Мушко становништво од 12 до 14 година                                                            | 45862    |
| 30  | Женско становништво од 12 до 14 година                                                           | 44847    |
| 31  | Становништво од 15 до 17 година                                                                  | 95933    |
| 32  | Мушко становништво од 15 до 17 година                                                            | 48289    |
| 33  | Женско становништво од 15 до 17 година                                                           | 47644    |
| 34  | Становништво од 18 до 24 године                                                                  | 229530   |
| 35  | Мушко становништво од 18 до 24 године                                                            | 114736   |
| 36  | Женско становништво од 18 до 24 године                                                           | 114794   |
| 37  | Женско становништво од 15 до 49 година                                                           | 517085   |
| 38  | Становништво са 60 и више година                                                                 | 165731   |
| 39  | Мушко становништво са 60 и више година                                                           | 72814    |
| 40  | Женско становништво са 60 и више година                                                          | 92917    |
| 41  | Однос између мушкараца и жена                                                                    | 94.25    |
| 42  | Становништво од нуле до 14 година                                                                | 451529   |
| 43  | Становништво од 15 до 64 године                                                                  | 1234119  |
| 44  | Становништво од 65 година и више                                                                 | 108765   |
| 45  | Просечан број деце                                                                               | 2.01     |
| 46  | Становништво рођено у ентитету                                                                   | 1401549  |
| 47  | Мушко становништво рођено у ентитету                                                             | 690140   |
| 48  | Женско становништво рођено у ентитету                                                            | 711409   |
| 49  | Становништво рођено у другом ентитету                                                            | 385853   |
| 50  | Мушко становништво рођено у другом ентитету                                                      | 176743   |
| 51  | Женско становништво рођено у другом ентитету                                                     | 209110   |
| 52  | Становништво од 5 година и више резидентно у ентитету у јуну 2005. године                        | 1598240  |
| 53  | Мушко становништво старосног доба од 5 година и више, резидентно у ентитету у јуну 2005. године  | 770761   |
| 54  | Женско становништво старосног доба од 5 и више година, резидентно у ентитету у јуну 2005. године | 827479   |
| 55  | Становништво од 5 година и више које је живело у другом ентитету у јуну 2005. године             | 37825    |
| 56  | Мушко становништво старије од 5 година које је живело у другом ентитету у јуну 2005. године      | 17973    |
| 57  | Женско становништво старије од 5 година које је живело у другом ентитету у јуну 2005. године     | 19852    |
| 58  | Становништво од 3 године и више које говори аутохтони језик                                      | 30226    |
| 59  | Мушко становништво старо 3 године и више које говори аутохтони језик                             | 15161    |
| 60  | Женско становништво старо 3 године и више које говори аутохтони језик                            | 15065    |
| 61  | Становништво од 3 године и више које говори аутохтони језик и не говори шпански језик            | 190      |
| 62  | Мушко становништво старо 3 године и више које говори аутохтони језик и не говори шпански         | 60       |
| 63  | Женско становништво старо 3 године и више које говори аутохтони језик и не говори шпански језик  | 130      |
| 64  | Становништво старо 3 године и више које говори аутохтони језик и шпански                         | 26014    |
| 65  | Мушко становништво старо 3 године и више које говори аутохтони језик и шпански                   | 13123    |
| 66  | Женско становништво старо 3 године и више које говори аутохтони језик и шпански                  | 12891    |
| 67  | Становништво од 5 година и више које говори аутохтони језик                                      | 30027    |
| 68  | Становништво од 5 година и више које говори аутохтони језик и не говори шпански језик            | 178      |
| 69  | Становништво од 5 година и више које говори аутохтони језик и говори шпански језик               | 25900    |
| 70  | Становништво у домородачким домаћинствима                                                        | 74633    |
| 71  | Становништво са ограничењима у активностима                                                      | 83949    |
| 72  | Становништво са ограниченим ходањем или кретањем, горе или доле                                  | 43407    |
| 73  | Становници са ограничењима вида, чак и уз кориштење сочива                                       | 25209    |
| 74  | Становништво са ограничењима говора, комуникације или конверзације                               | 6405     |
| 75  | Становништво са ограниченим слухом                                                               | 9291     |
| 76  | Становништво са ограничењима при одевању, купању или јелу                                        | 3934     |
| 77  | Становништво са ограничењима у опажању или учењу једноставних ствари                             | 3883     |
| 78  | Становништво са менталним ограничењима                                                           | 9203     |
| 79  | Становништво без ограничења активности                                                           | 1702600  |
| 80  | Становништво од 3 до 5 година које не похађа школу                                               | 40533    |
| 81  | Мушко становништво од 3 до 5 година које не похађа школу                                         | 20613    |
| 82  | Женско становништво од 3 до 5 година које не похађа школу                                        | 19920    |
| 83  | Становништво од 6 до 11 година које не похађа школу                                              | 4548     |
| 84  | Мушко становништво од 6 до 11 година које не похађа школу                                        | 2383     |
| 85  | Женско становништво од 6 до 11 година које не похађа школу                                       | 2165     |
| 86  | Становништво од 12 до 14 година које не похађа школу                                             | 4877     |
| 87  | Мушко становништво од 12 до 14 година које не похађа школу                                       | 2782     |
| 88  | Женско становништво од 12 до 14 година које не похађа школу                                      | 2095     |
| 89  | Становништво од 15 до 17 година похађа школу                                                     | 71349    |
| 90  | Мушко становништво од 15 до 17 година похађа школу                                               | 35235    |
| 91  | Женско становништво између 15 и 17 година живота у школи                                         | 36114    |
| 92  | Становништво од 18 до 24 године похађа школу                                                     | 80120    |
| 93  | Мушко становништво од 18 до 24 године похађа школу                                               | 40159    |
| 94  | Женско становништво од 18 до 24 године похађа школу                                              | 39961    |
| 95  | Становништво од 8 до 14 година које не може да чита и пише                                       | 3811     |
| 96  | Мушко становништво старосног доба од 8 до 14 година које не може да чита и пише                  | 2085     |
| 97  | Женско становништво старосног доби од 8 до 14 година које не може да чита и пише                 | 1726     |
| 98  | Становништво од 15 година и више које је неписмено                                               | 37306    |
| 99  | Мушко становништво од 15 година и више које је неписмено                                         | 11069    |
| 100 | Женско становништво од 15 година и више које је неписмено                                        | 26237    |
| 101 | Становништво старо 15 и више година без школовања                                                | 46877    |
| 102 | Мушко становништво старо 15 и више година без школовања                                          | 15919    |
| 103 | Женско становништво старо 15 и више година без школовања                                         | 30958    |
| 104 | Становништво старосног доба 15 и више година са непотпуним основним образовањем                  | 99485    |
| 105 | Мушко становништво старосног доба од 15 година и више са непотпуном основним образовањем         | 41408    |
| 106 | Женско становништво старосног доба 15 и више година са непотпуном основним образовањем           | 58077    |
| 107 | Становништво старо 15 и више година са комплетним основним образовањем                           | 191928   |
| 108 | Мушко становништво старо 15 година и више са комплетним основним образовањем                     | 86669    |
| 109 | Женско становништво старо 15 и више година са комплетним основним образовањем                    | 105259   |
| 110 | Становништво старосног доба 15 и више година са непотпуним средњим образовањем                   | 72551    |
| 111 | Мушко становништво старосног доба од 15 година и више са непотпуним средњим образовањем          | 41286    |
| 112 | Женско становништво старосног доба од 15 година и више са непотпуним средњим образовањем         | 31265    |
| 113 | Становништво старо 15 и више година са пуним секундарном образовањем                             | 325678   |
| 114 | Мушко становништво старосног доба од 15 година и више са пуним секундарном образовањем           | 164243   |
| 115 | Женско становништво старосног доба од 15 година и више са пуним секундарном образовањем          | 161435   |
| 116 | Становништво старије од 18 година са постосновним образовањем                                    | 556751   |
| 117 | Мушко становништво старије од 18 година са постосновним образовањем                              | 270807   |
| 118 | Женско становништво старије од 18 година са постосновним образовањем                             | 285944   |
| 119 | Просечна оцена школовања                                                                         | 9.61     |
| 120 | Просечан ниво образовања мушке популације                                                        | 9.8      |
| 121 | Просечан ниво образовања женског становништва                                                    | 9.43     |
| 122 | Економски активно становништво                                                                   | 792297   |
| 123 | Економски активна мушка популација                                                               | 491236   |
| 124 | Економски активна женска популација                                                              | 301061   |
| 125 | Становништво које није економски активно                                                         | 626317   |
| 126 | Мушко становништво које није економски активно                                                   | 183133   |
| 127 | Женско становништво које није економски активно                                                  | 443184   |
| 128 | Запослено становништво                                                                           | 752268   |
| 129 | Запослено мушко становништво                                                                     | 463081   |
| 130 | Запослено женско становништво                                                                    | 289187   |
| 131 | Незапослена популација                                                                           | 40029    |
| 132 | Незапослена мушка популација                                                                     | 28155    |
| 133 | Незапослена женска популација                                                                    | 11874    |
| 134 | Становништво без права на здравствене услуге                                                     | 695478   |
| 135 | Становништво које има право на здравствене услуге                                                | 1096323  |
| 136 | Становништво које има право на ИМСС                                                              | 541993   |
| 137 | Становништво које има право на социјално осигурање                                               | 193469   |
| 138 | Становништво које има право на државно социјално осигурање                                       | 2341     |
| 139 | Становништво које има право на опште осигурање или здравствено осигурање за нову генерацију      | 274958   |
| 140 | Становништво које је било једном или није било у браку током 12 година и више                    | 522976   |
| 141 | Венчано или уједињено становништво од 12 година и више                                           | 741947   |
| 142 | Становништво које је било у браку или уједињено 12 година и више                                 | 166760   |
| 143 | Становништво са католичком религијом                                                             | 1504037  |
| 144 | Протестанти, еванђелисти и библијски следбеници различити од еванђелиста                         | 143216   |
| 145 | Становништво са другим религијама различитим од претходних                                       | 3604     |
| 146 | Становништво без религије                                                                        | 88101    |
| 147 | Укупно пописаних домаћинства                                                                     | 453752   |
| 148 | Пописна домаћинства на челу са мушкарцима                                                        | 322153   |
| 149 | Пописна домаћинства на челу са женама                                                            | 131599   |
| 150 | Становништво у пописним домаћинствима                                                            | 1774186  |
| 151 | Становништво у пописним домаћинствима на челу са мушкарцима                                      | 1315967  |
| 152 | Становништво у пописним домаћинствима на челу са женама                                          | 458219   |
| 153 | Укупно домаћинстава                                                                              | 507483   |
| 154 | Укупно насељених домаћинстава                                                                    | 460747   |
| 155 | Укупно приватних кућа                                                                            | 500488   |
| 156 | Насељени приватни домови                                                                         | 453752   |
| 157 | Укупно насељених приватних кућа                                                                  | 460691   |
| 158 | Ненасељене приватне куће                                                                         | 33911    |
| 159 | Појединачна домаћинства за привремену употребу                                                   | 12825    |
| 160 | Становници у насељеним приватним кућама                                                          | 1774186  |
| 161 | Насељеност станара у приватним становима                                                         | 3.91     |
| 162 | Просечно становника по соби у приватним насељеним домаћинствима                                  | 1        |
| 163 | Појединачна домаћинства са подовима од различитих материјала од земље                            | 445165   |
| 164 | Појединачна домаћинства у приземљу                                                               | 5316     |
| 165 | Појединачна домаћинства са једном спаваћом собом                                                 | 149861   |
| 166 | Појединачна домаћинства са две спаваће собе и више                                               | 302456   |
| 167 | Појединачна домаћинства са једним собом                                                          | 36010    |
| 168 | Појединачна домаћинства са две собе                                                              | 66244    |
| 169 | Појединачна домаћинства са 3 собе и више                                                         | 349408   |
| 170 | Појединачна домаћинства која имају електрично светло                                             | 452202   |
| 171 | Појединачна домаћинства која немају електрично светло                                            | 349      |
| 172 | Појединачна домаћинства која имају водоводну воду у стамбеном простору                           | 445620   |
| 173 | Појединачна домаћинства која немају водоводну воду у стамбеном простору                          | 6270     |
| 174 | Појединачна домаћинства која имају тоалет                                                        | 450694   |
| 175 | Појединачна домаћинства која имају канализацију                                                  | 450838   |
| 176 | Појединачна домаћинства која немају канализацију                                                 | 907      |
| 177 | Појединачна домаћинства која имају електрично светло, довод воде из јавне мреже и канализацију   | 443920   |
| 178 | Појединачна домаћинства без икаквих услова                                                       | 1654     |
| 179 | Појединачна домаћинства која имају радио                                                         | 407749   |
| 180 | Појединачна домаћинства која имају телевизор                                                     | 444538   |
| 181 | Појединачна домаћинства која имају фрижидер                                                      | 400420   |
| 182 | Појединачна домаћинства која имају машину за веш                                                 | 334649   |
| 183 | Појединачна домаћинства која имају аутомобил или комби                                           | 176920   |
| 184 | Појединачна домаћинства која имају рачунар                                                       | 174787   |
| 185 | Појединачна домаћинства која имају фиксну телефонску линију                                      | 295861   |
| 186 | Појединачна домаћинства која имају мобилни телефон                                               | 320365   |
| 187 | Појединачна домаћинства која имају приступ интернету                                             | 127586   |